# مزن باد
مزن باد (بالفارسية: مزن پاد) هي قرية تقع في قسم نغور الريفي (مقاطعة تشابهار) في إيران. يقدر عدد سكانها بـ 301 نسمة بحسب إحصاء 2016.